# Les Ambassadeurs Club

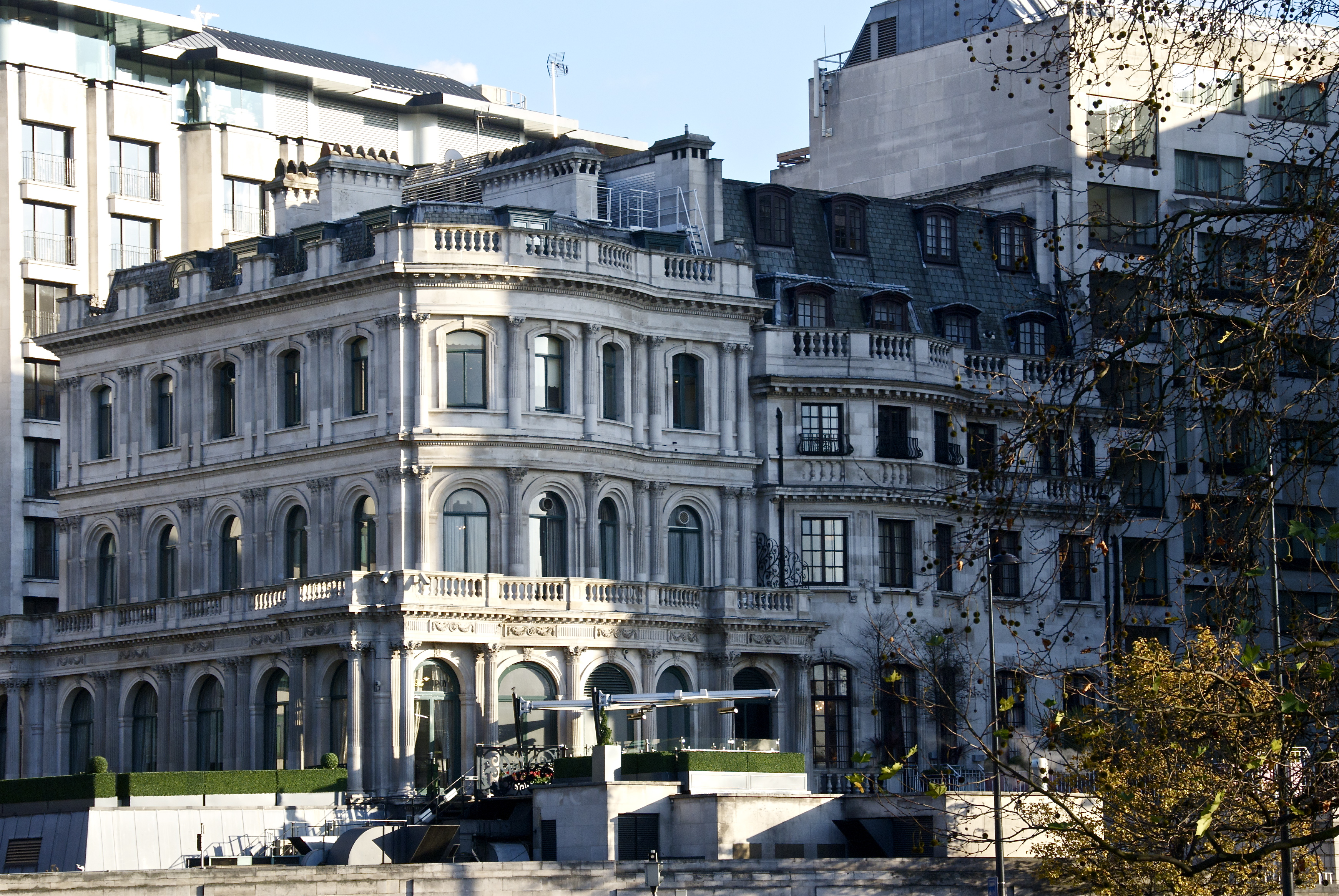
Parte trasera de Les Ambassadeurs Club

Les Ambassadeurs Club (conocido popularmente como Les A) es un club y casino ubicado en 5 Hamilton Place en Mayfair, Londres.
Fue establecido en Hanover Square en 1941 por John Mills, y ha tenido varios propietarios desde la venta del club por parte de Mills en 1981. El club se mudó a Hamilton Place en 1950. El casino Le Cercle se estableció en el club en 1961. El Milroy y Los clubes nocturnos Garrison también se han establecido en 5 Hamilton Place. El club fue retratado en la inaugural película de James Bond, Dr. No, y en el club se filmaron escenas de la película A Hard Day's Night de The Beatles.

## Historia
5 Hamilton Place fue construido entre 1807 y 1810 por Thomas Leverton y remodelado en el estilo renacentista veneciano por W. R. Rogers de William Cubitt para Leopold de Rothschild. La decoración de interiores en estilo Luis XV y fin de siècle fue completada por John Jackson, Mellier, Forsythe. El interior se destaca por su fina mano de obra que incluye una escalera de roble con balaustre excesivamente enrollada. La carpintería de la biblioteca se completó en los estudios florentinos del Chevalier Rinaldo Barbetti. Está catalogado como Grado II* en la National Heritage List for England. El fresco del techo ovalado en la Sala de Mármol fue pintado por Edmund Thomas Parris en la década de 1830.
El piso de juego principal del club tiene dieciséis mesas donde se puede jugar a la ruleta americana, bacará, blackjack y three card poker. La ruleta y juegos de cartas más discretos se pueden jugar en el Marble Room del club. El club cuenta con una zona ajardinada donde los jugadores pueden fumar mientras realizan sus apuestas. La Sala Roja del club tiene una entrada independiente en el número 6 de Hamilton Place.

### Primeros años
Les Ambassadeurs fue inaugurado por primera vez en Hannover Square en 1941 por el soldado y empresario de origen polaco John Mills (nacido Jean-Jean Millstein). Mills también es copropietario del club nocturno Milroy en Stratton Street en Mayfair con el líder de la banda Harry Roy. El club fue visitado memorablemente por la actriz Pat Kirkwood, acompañada por el fotógrafo de alta sociedad Baron y el príncipe Felipe de Edimburgo en octubre de 1948. El grupo cenó en Les Ambassadeurs antes de bailar en el Milroy. Kirkwood bailó con Felipe, para sorpresa de los espectadores, y esto provocó el disgusto del rey Jorge VI. Christopher Lee tenía una botella de ginebra con su nombre en el club. El guionista Charles Bennett dijo del Milroy en la Segunda Guerra Mundial que «el whisky escocés y el champán fluían como los rápidos del río Niágara. Nerón tocaba el violín mientras Roma ardía, y si había muerte afuera en el Londres más oscuro, dentro del calor y el brillo del Milroy había comida, bebida y baile».
El club se negó a admitir miembros judíos hasta 1943.
Les Ambassadeurs y Milroy se trasladaron al número 5 de Hamilton Place, en Park Lane, en 1950 con el contrato de arrendamiento comprado por £ 40 000 (equivalente a £ 1 380 640 en 2019). La banda del Milroy estaba dirigida por Stéphane Grappelli a principios de la década de 1950.
El club de juego Le Cercle para miembros de Les Ambassadeurs se estableció en el club en mayo de 1961 después de la aprobación de la Ley de Apuestas y Juegos de Azar de 1960. El Garrison Room, un club nocturno, se estableció en el sótano del edificio. Posteriormente, Mills fue condenado en 1963 en el Tribunal de Magistrados de Bow Street en virtud de la Ley de Apuestas y Juegos de Azar en un caso que involucraba la legalidad de los cargos impuestos en Chemin de fer en Le Cercle, pero su apelación se escuchó con éxito en la banco de la reina del Tribunal Superior de Justicia de Inglaterra y Gales en diciembre de 1963 en el caso Mills contra Mackinnon. John Stanley, 18.º conde de Derby perdió 165 000 libras esterlinas en una noche de juego en el club en la década de 1960. El alcance de las pérdidas de Derby causó el deterioro de la relación de Mills con el propietario del casino John Aspinal, quien anteriormente había tenido a Derby como patrocinador habitual. Le Cercle perdió su licencia de juego en 1978 tras las condenas contra la empresa y un exgerente por infracciones de la ley de juegos de azar.

### Años recientes
Mills dirigió el casino hasta 1981, cuando el grupo de casinos London Clubs International compró el arrendamiento. En 2006, Les Ambassadeurs se vendió al empresario indonesio Putera Sampoerna por 115 millones de libras. La propiedad absoluta de 5 Hamilton Place fue puesta a la venta por £ 50 millones por el Crown Estate en 2012. En 2016 se anunció que todas las acciones serían adquiridas por Landing International Development Ltd., que cotiza en Hong Kong. Esta medida se diseñó para centrarse en las oportunidades del mercado asiático en Londres. Les Ambassadeurs se vendió desde entonces a otro empresario chino Paul Ho Chung Suen, que también es propietario del Birmingham City F.C..
Entre los miembros notables del club se encuentran la productora de cine Betty Box, el corredor de apuestas Victor Chandler, el entrenador de fútbol Alex Ferguson, el empresario Philip Green, el fiscal general Michael Havers, el Baron Havers, los empresarios Robert y Vincent Tchenguiz y el agente de fútbol Pini Zahavi. Las negociaciones para que José Mourinho se convierta en el entrenador del Chelsea F.C. tuvo lugar en el club en 2004 entre Mourinho, su agente Jorge Mendes y Zahavi. En 2004, Philip Green ganó £ 2 millones jugando a la ruleta en el club, y en 2006, mientras celebraba con amigos en Les Ambassadeurs después de recibir su título de caballero, Green inicialmente perdió £ 700 000 en blackjack antes de recuperar la suma a través de la ruleta. Un artículo de 2007 en el Evening Standard describió que Les Ambassadeurs atraía una clientela predominantemente de Oriente Medio de «kuwaitíes, saudíes y judíos iraníes» y que una advertencia sobre beneficios de 2005 del club se debió en parte a una disminución de los ingresos del juego durante el Ramadán.

## En la cultura popular
El club fue retratado en la inaugural película de James Bond Dr. No (1962). Un decorado construido en Pinewood Studios y diseñado por Ken Adam, se basó en Les Ambassadeurs. Bond, interpretado por Sean Connery y jugando a chemin de fer, se presenta a sí mismo por primera vez en la franquicia cinematográfica. Dos escenas de la película de 1964 de The Beatles A Hard Day's Night se filmaron en Les Ambassadeurs. Se muestra a The Beatles bailando «I Wanna Be Your Man» y «Don't Bother Me» en el Garrison Room y encuentran a Wilfrid Brambell en las mesas de juego de Le Cercle. Las escenas se rodaron en marzo y abril de 1964.